# Кобилянський Антін
Анті́н (Антон, Антоній) Кобиля́нський (29 січня 1837, село Перерісль, нині Надвірнянського району Івано-Франківської області — 8 лютого 1910, Львів) — український культурно-освітній діяч, літератор, лікар, винахідник.

## Життєпис
У 1857—1861 роках вивчав богослов'я у Львівській і Чернівецькій семінаріях, у 1874—1877 роках — філософію у Віденському університеті, у 1882—1888 роках — медицину у Празькому, Віденському та Краківському університетах.
Багато мандрував Європою, Америкою. Був актором, учителем.
Проводив наукові досліди з медицини та техніки. Винайшов «Фізіократичну камеру» для лікувального дихання, пристрій для вловлювання та корисної переробки диму, літальну машину, яку описав у брошурі «Літальна яхта», виданій 1898 року німецькою мовою.

Антін Кобилянський

Разом з Костем Горбалем — автор брошур «Slovo na slovo do redaktora „Slova“», «Holos na holos» (1861). У цих збірках обстоював розвиток української літератури на основі народної розмовної мови в латиничній абетці, подібній до чеської. Для доведення своєї правоти Антін Кобилянський не лише написав за пропонованими ним правилами свій публіцистичний текст, але в додатку «Žovniarskiji dumy Fedjkovyča» розмістив кілька віршів молодого поета Юрія Федьковича, що ще недавно писав німецькою, але під впливом автора брошури перейшов до творчості українською мовою.
У період з 1872 до 1874 року Антін Кобилянський працював учителем при вищій реальній школі у Львові. Саме тоді він здійснив переклад «Євангелія від Луки» українською мовою та видав його друком у двох варіантах: кирилицею і латиницею. У 1881 році так само у двох орфографічних варіантах він видав і свій переклад «Євангелія від Івана».